# 4:21...The Day After
4:21...The Day After è il quarto disco solista di Method Man.

## Il disco
"4:21" ha ottenuto diverse recensioni positive ed è stato ben accolto dal pubblico, nonostante non abbia venduto come i precedenti lavori. Il primo singolo, "Say", realizzato con la musicista e rapper Lauryn Hill, contiene diverse frecciatine ai critici e ai finti fan, lasciando spazio anche all'autocritica.
Molti i pezzi realizzati con i membri del Wu-Tang Clan ma non mancano i pezzi grossi di New York come Fat Joe e Styles P. Le produzioni sono quasi tutte realizzate da RZA e Erick Sermon, lasciando spazio ai produttori di grido Kwamè e Scott Storch.
Method Man spiega che il titolo dell'album deriva dal 21 aprile, giorno che segue al Giorno Nazionale della Marijuana, e che di conseguenza permette di vedere le cose in maniera più chiara, essendo in uno stato sobrio. [1

## Tracklist
| #  | Titolo                  | Collaborazione\i                                                      | Produttore\i                  | Durata | Campionamento                                                 |
| -- | ----------------------- | --------------------------------------------------------------------- | ----------------------------- | ------ | ------------------------------------------------------------- |
| 01 | Intro                   |                                                                       | RZA                           | 2:10   | Marijuana from the DVD "Educational Archives: Sex & Drugs"    |
| 02 | Is It Me                |                                                                       | Scott Storch                  | 3:44   |                                                               |
| 03 | Problem                 |                                                                       | Erick Sermon                  | 3:30   | "It's a New Day" by Skull Snaps                               |
| 04 | Somebody Done Fucked Up |                                                                       | Havoc                         | 3:18   |                                                               |
| 05 | Shaolin Soldier (Skit)  |                                                                       |                               | 0:21   |                                                               |
| 06 | Fall Out                |                                                                       | Kwamé                         | 3:24   |                                                               |
| 07 | Dirty Mef               | Ol' Dirty Bastard                                                     | Erick Sermon & Mathematics    | 2:54   |                                                               |
| 08 | 4:20                    | Streetlife & Carlton Fisk                                             | RZA & Kinetic                 | 4:34   |                                                               |
| 09 | Let's Ride              | Ginuwine                                                              | Kon Artis                     | 3:10   |                                                               |
| 10 | The Glide               | Raekwon, U-God (uncredited on album and liner notes) & La the Darkman | RZA                           | 3:05   |                                                               |
| 11 | Kids (Skit)             |                                                                       |                               | 0:47   |                                                               |
| 12 | Got To Have It          |                                                                       | Erick Sermon                  | 4:13   | "Nikes Fresh out the Box" by Mario                            |
| 13 | Say                     | Lauryn Hill                                                           | Erick Sermon                  | 3:49   | "So Many Things to Say" by Lauryn Hill                        |
| 14 | Ya'Meen                 | Fat Joe & Styles P                                                    | The Chairman of the Boards    | 4:21   |                                                               |
| 15 | Konichiwa Bitches       |                                                                       | RZA                           | 2:59   |                                                               |
| 16 | Everything              | Inspectah Deck & Streetlife                                           | Mathematics                   | 3:39   |                                                               |
| 17 | Walk On                 | Redman                                                                | Versatile, RZA & Erick Sermon | 2:49   | "Walk On By" by Isaac Hayes, from the album Hot Buttered Soul |
| 18 | Pimpin' (Skit)          |                                                                       |                               | 0:39   |                                                               |
| 19 | Presidential M.C.       | Raekwon & RZA                                                         | RZA                           | 4:30   |                                                               |
| 20 | 4 Ever                  | Megan Rochell                                                         | Kwamé                         | 4:04   | "Always" by Atlantic Starr                                    |
| 21 | O.D [*][UK Bonus Track] |                                                                       | Kwamé                         | 3:32   |                                                               |